# Parmeniszkosz (grammatikus)
Parmeniszkosz (Kr. e. 2. század) görög grammatikus

## Élete
Arisztarkhosz tanítványa volt, mestere szellemében folytatta a harcot a pergamoni iskola feje, Malloszi Kratész ellen „Prosz Kratita” című iratában. Magyarázta Homéroszt, a tragédiaköltőket, valamint Aratoszt. Munkáinak néhány töredékét a scholionok őrizték meg.